# 天津風征夫
天津風 征夫（あまつかぜ まさお、1937年12月1日 - 2013年4月30日）は、石川県鳳至郡門前町（現・同県輪島市）出身で時津風部屋に所属した大相撲力士。本名は宮永 征夫（みやなが ゆきお）。最高位は西前頭3枚目（1962年9月場所）。得意手は右四つ、寄り。現役時代の体格は179cm、124kg。

## 来歴・人物
輪島高校定時制課程門前分校（現・門前高校）では、相撲部に所属し、2年生の時には県大会で個人優勝という実績を残した。この年（1954年）には、国民体育大会や全国高等学校総合体育大会相撲競技大会にも出場している。
1955年、時津風部屋の関係者からの勧誘を受けた。間も無く、高校を中退して同部屋へ入門し、同年5月場所で初土俵を踏んだ。同部屋の豊山勝男とは、同学年の先輩・後輩の関係である。
当初の四股名は、本名と同じ「宮永」。
暫くは幕下でやや停滞していたが、1961年5月場所で十両に昇進した。十両は4場所で突破し、1962年1月場所にて、24歳で新入幕を果たした。この場所より本名の「宮永」から、「天津風」へと改名。
しかし同場所では5勝10敗と大敗して、十両に陥落した。翌3月場所では11勝4敗と大勝ちして十両優勝を遂げ、1場所で幕内に復帰。9月場所では、自己最高位となる西前頭3枚目に進出したが、2勝13敗と大敗を喫している。
1963年1月場所では前頭4枚目の地位で6勝9敗と負け越したが、8日目に大関・佐田の山を寄り切って、大関戦初勝利を挙げている。翌3月場所では前場所と同じく6勝9敗と負け越したものの、3日目に佐田の山と再度対戦し、下手投げで連勝した。1964年5月場所中、右足首を捻挫して途中休場し、翌場所では十両に落ちた。
十両陥落後は3度に亘って2桁黒星を喫するなど暫くは振るわなかったが、徐々に調子を取り戻し、1965年11月場所で幕内に返り咲いた。しかし、2場所後に再び十両に陥落し、その後は2度と幕内に復帰できなかった。
1967年3月場所では西十両13枚目で7勝8敗の星を残したが、「番付削減」の煽りを受けて翌5月場所、幕下に陥落させられてしまった。番付削減という改革を主導したのは部屋の師匠である12代時津風であり、12代時津風はその改革において自ら身を切ったとも言える。
この5月場所では東幕下5枚目に在って中日を終えて1勝3敗と振るわず、途中休場し、場所後に引退を表明した。
右を差して鋭い出足を武器に寄って出る取り口を得意としており、稽古場では強かった。だが、本場所ではのんびり屋で気弱な性格から実力を十分に発揮できず、また三賞を一度も受賞できなかった。部屋一番のえびすこでも知られていた。
引退後は日本相撲協会に残らず、1967年9月より石川県金沢市片町で相撲料理店「天津風」を営んだ後、千葉県に移り住みヤクルト本社にサラリーマンとして勤務した。だが、現役時代からの持病であった糖尿病の悪化で両足切断を余儀なくされ、帰郷。晩年は、羽咋郡志賀町内の介護施設で生活していた。
片町の宇宙軒食堂の前で喧嘩をして、当時の宇宙軒食堂の店主に顔面を殴られて前歯を3本折ることもあった。
非常に暢気な性格で、次のようなエピソードがある。幕下時代のある日、信州方面へ行く汽車のデッキに腰掛けて足を汽車の外側に出していた。汽車が大月駅のホームに入ってもその儘にしていたため、膝をホームのコンクリートでこすってしまい、血だらけになった。その後、「危うく足を一本だめにするところだった」と苦笑していたという。
2013年4月30日午前9時30分頃、心筋梗塞のため石川県内で死去した。享年75。

## 主な戦績
- 通算成績：381勝368敗33休 勝率.509
- 幕内成績：96勝133敗11休 勝率.419
- 現役在位：68場所
- 幕内在位：16場所
- 各段優勝
  - 十両優勝：2回 (1962年3月場所、1965年7月場所)[1]

### 場所別成績
| | 一月場所 初場所（東京） | 三月場所 春場所（大阪）   | 五月場所 夏場所（東京） | 七月場所 名古屋場所（愛知） | 九月場所 秋場所（東京）   | 十一月場所 九州場所（福岡） |
| --- | ----------------------- | ------------------------- | ----------------------- | --------------------------- | ------------------------- | --------------------------- |
| 1955年 （昭和30年） | x                       | x                         | 番付外 3–0              | x                           | 東序ノ口11枚目 6–0–2      | x                           |
| 1956年 （昭和31年） | 東序二段63枚目 7–1      | 東序二段13枚目 休場 0–0–8 | 東序二段27枚目 5–2–1    | x                           | 東三段目96枚目 休場 0–0–8 | x                           |
| 1957年 （昭和32年） | 東序二段8枚目 6–2       | 東三段目86枚目 7–1        | 西三段目41枚目 4–4      | x                           | 東三段目32枚目 5–3        | 西三段目14枚目 6–2          |
| 1958年 （昭和33年） | 西幕下80枚目 5–3        | 東幕下71枚目 4–4          | 東幕下70枚目 4–4        | 東幕下68枚目 5–3            | 東幕下58枚目 6–2          | 西幕下46枚目 5–3            |
| 1959年 （昭和34年） | 西幕下39枚目 6–2        | 西幕下30枚目 3–5          | 東幕下36枚目 3–5        | 西幕下39枚目 2–6            | 東幕下52枚目 5–3          | 西幕下42枚目 6–2            |
| 1960年 （昭和35年） | 東幕下30枚目 4–4        | 東幕下26枚目 6–2          | 東幕下15枚目 4–4        | 東幕下15枚目 4–3            | 東幕下13枚目 5–2          | 東幕下6枚目 3–4             |
| 1961年 （昭和36年） | 東幕下7枚目 4–3         | 東幕下4枚目 5–2           | 東十両18枚目 10–5       | 西十両9枚目 7–8             | 東十両10枚目 12–3         | 東十両3枚目 10–5            |
| 1962年 （昭和37年） | 東前頭13枚目 5–10       | 東十両筆頭 優勝 11–4      | 東前頭10枚目 7–8        | 東前頭10枚目 10–5           | 西前頭3枚目 2–13          | 西前頭13枚目 10–5           |
| 1963年 （昭和38年） | 東前頭4枚目 6–9         | 西前頭5枚目 6–9           | 東前頭7枚目 8–7         | 東前頭5枚目 4–11            | 東前頭11枚目 6–9          | 西前頭12枚目 9–6            |
| 1964年 （昭和39年） | 東前頭6枚目 7–8         | 西前頭6枚目 4–11          | 西前頭10枚目 2–2–11     | 東十両2枚目 3–12            | 西十両11枚目 7–8          | 西十両6枚目 4–11            |
| 1965年 （昭和40年） | 西十両12枚目 8–7        | 西十両8枚目 8–7           | 東十両5枚目 2–13        | 西十両15枚目 優勝 12–3      | 西十両2枚目 10–5          | 東前頭13枚目 8–7            |
| 1966年 （昭和41年） | 西前頭12枚目 2–13       | 東十両4枚目 8–7           | 東十両3枚目 3–12        | 西十両12枚目 8–7            | 西十両6枚目 4–11          | 東十両16枚目 8–7            |
| 1967年 （昭和42年） | 東十両11枚目 6–9        | 西十両13枚目 7–8          | 東幕下5枚目 引退 1–3–3  | x                           | x                         | x                           |
| 各欄の数字は、「勝ち-負け-休場」を示す。 優勝 引退 休場 十両 幕下 三賞：敢=敢闘賞、殊=殊勲賞、技=技能賞 その他：★=金星 番付階級：幕内 - 十両 - 幕下 - 三段目 - 序二段 - 序ノ口 幕内序列：横綱 - 大関 - 関脇 - 小結 - 前頭（「#数字」は各位内の序列） |                         |                           |                         |                             |                           |                             |

### 幕内対戦成績
| 力士名   | 勝数 | 負数 | 力士名 | 勝数 | 負数 | 力士名 | 勝数 | 負数 | 力士名   | 勝数 | 負数 |
| -------- | ---- | ---- | ------ | ---- | ---- | ------ | ---- | ---- | -------- | ---- | ---- |
| 浅瀬川   | 0    | 1    | 朝ノ海 | 0    | 1    | 一乃矢 | 3    | 0    | 岩風     | 3    | 2    |
| 宇多川   | 4    | 3    | 追手山 | 1    | 2    | 大晃   | 4    | 4    | 小城ノ花 | 2    | 7    |
| 海乃山   | 0    | 7    | 開隆山 | 2    | 5    | 金乃花 | 4    | 6    | 北の冨士 | 0    | 1    |
| 清國     | 0    | 2    | 清勢川 | 3    | 2    | 麒麟児 | 0    | 1    | 栗家山   | 2    | 0    |
| 黒獅子   | 1    | 1    | 高鐵山 | 2    | 2    | 琴ヶ濱 | 0    | 1    | 琴櫻     | 1    | 1(1) |
| 佐田乃山 | 2    | 2    | 大豪   | 3    | 1    | 大心   | 1    | 1    | 大鵬     | 0    | 4    |
| 大雄     | 0    | 2    | 玉嵐   | 5    | 2    | 玉乃島 | 2    | 0    | 常錦     | 3    | 4    |
| 出羽錦   | 1    | 5    | 栃王山 | 2    | 3    | 栃ノ海 | 0    | 4    | 栃光     | 0    | 4    |
| 花光     | 1    | 1    | 廣川   | 2    | 5    | 福の花 | 0    | 1    | 房錦     | 3    | 7    |
| 富士錦   | 3    | 3    | 前田川 | 3    | 6    | 宮ノ花 | 0    | 1    | 宮柱     | 2    | 0    |
| 明武谷   | 4    | 2    | 芳野嶺 | 1    | 2    | 若駒   | 0    | 1    | 若秩父   | 4    | 5    |
| 若天龍   | 1    | 2    | 若浪   | 0    | 2    | 若鳴門 | 2    | 2    | 若ノ海   | 5    | 2    |
| 若ノ國   | 3    | 2    | 若乃洲 | 1    | 0    | 若前田 | 5    | 3    |          |      |      |

## 改名歴
- 宮永 武藏（みやなが たけぞう）1955年9月場所-1961年11月場所
- 天津風 武藏（あまつかぜ -）1962年1月場所-1965年5月場所
- 天津風 征夫（- まさお）1965年7月場所-1967年5月場所